# Estácio da Veiga
Sebastião Phillipes Martins Estácio da Veiga (Tavira, 6 de Maio de 1828 - Lisboa, 7 de Dezembro de 1891), foi um arqueólogo e escritor português.

## Biografia

Carta Archeologica do Algarve 1878

Estácio da Veiga nasceu na cidade de Tavira em 6 de Maio de 1828, filho do major de ordenanças e poeta José Agostinho Estácio da Veiga e sua esposa Catarina Felippes Martins, filha do coronel Sebastião Martins Mestre, primeiro presidente da Câmara Municipal de Tavira. Estuda no Liceu de Faro, frequenta a Escola Politécnica de Lisboa, e segue a carreira de oficial de secretaría da Sub-Inspecção Geral dos Correios e Postas do Reino.
Em 1876, após as fortes cheias ocorridas no Algarve, o gabinete de Fontes Pereira de Melo encarrega-o de fazer o levantamento dos vestígios arqueológicos que ficaram a descoberto tanto nesta região (como seja o caso das ruínas de Milreu), como no Alentejo. O resultado do seu trabalho dará origem à Carta Arqueológica do Algarve (1878), culminando na fundação do Museu Arqueológico do Algarve, em Lisboa.
No ano de 1880, Estácio da Veiga secretaría o Congresso Internacional de Antropologia e de Arqueologia Pré-Histórica, em Lisboa.
Estácio da Veiga foi membro de diversas sociedades das quais se destacam a Academia das Ciências de Lisboa, o Instituto Arqueológico de Roma, a Sociedade Francesa de Arqueologia, a Real Academia de História de Madrid, a Academia Belga de Arqueologia e Instituto Arqueológico e Geográfico de Pernambuco.
Sebastião Phillipes Martins Estácio da Veiga teve o foro de fidalgo Cavaleiro da Casa Real, tal como o seu pai, José Agostinho Estácio da Veiga. Foi casado com D. Adelaide Lucotte .
Em 1933 a Câmara Municipal de Lisboa homenageou o escritor dando o seu nome a uma rua na Penha de França.

## Obras
- Gibraltar e Olivença, Apontamentos para a História da Usurpação Desta Duas Praças, (1863)
- Plantas da Serra de Monchique Observadas Nesse Ano, (1866)
- Os Povos Balsenses, Sua Situação Geográfica e Física, Indicada por dois Monumentos Romanos Descobertos em Tavira, (1866)
- Romanceiro do Algarve, (1870)
- A Tábula de Bronze de Aljustrel, (1876)
- Antiguidades de Mafra, (1879)
- Memórias das Antiguidades de Mértola, (1877)
- Carta Arqueológica do Algarve, (1878)
- Ode a Luís de Camões em 10 de Junho de 1880, (1880)
- Projecto de Legenda Simbólica para a Elaboração e Interpretação da Carta de Arqueologia Histórica do Algarve, (1885)
- As Orquídeas de Portugal, (1886)
- As Antiguidades Monumentais do Algarve, (1886-1891, quatro volumes)
- Programa para a Instituição dos Estudos Arqueológicos em Portugal, (1891)